# Dylan Bronn
Dylan Daniel Mahmoud Bronn (sinh ngày 19 tháng 6 năm 1995) là một cầu thủ bóng đá người Tunisia đang chơi ở vị trí hậu vệ cho câu lạc bộ Servette tại Giải bóng đá vô địch quốc gia Thụy Sĩ, theo dạng cho mượn từ Salernitana tại Serie A và đội tuyển quốc gia Tunisia.

## Sự nghiệp câu lạc bộ

### Niort
Bronn đã được Niort ký hợp đồng vào mùa hè năm 2016, ban đầu anh là một cầu thủ của đội dự bị. Tuy nhiên, HLV trưởng Denis Renaud đã trao cơ hội cho Bronn đá chính trong 3 trận giao hữu trước mùa giải của đội bóng. Màn trình diễn đó đã khiến anh có lần ra mắt chuyên nghiệp đầu tiên vào ngày 29 tháng 7 năm 2016, trong trận hòa 0–0 với RC Lens tại sân Stade René Gaillard. Trong suốt mùa giải 2016–17, anh trở thành cầu thủ thường xuyên đá chính cho đội một, tạo thành mối liên kết trong phòng ngự trung tâm với Jérémy Choplin. Vào ngày 18 tháng 10 năm 2016, Bronn được Niort gia hạn hợp đồng ba năm.

### Gent
Bronn gia nhập K.A.A. Gent năm 2017. Anh được bầu là cầu thủ xuất sắc nhất mùa giải của K.A.A. Gent mùa giải 2018–19.

### Metz
Anh gia nhập Metz vào năm 2020.

### Salernitana
Vào ngày 12 tháng 8 năm 2022, anh ký hợp đồng 3 năm với câu lạc bộ Salernitana.

## Sự nghiệp quốc tế
Bronn sinh ra ở Pháp, là người gốc Tunisia và Đức. Anh được gọi lên Đội tuyển Tunisia vào tháng 3 năm 2017.
Anh đã có lần đầu tiên khoác áo Tunisia trong thất bại 1-0 trước Maroc vào ngày 28 tháng 3 năm 2017.
Vào tháng 6 năm 2018, anh có tên trong danh sách triệu tập 23 cầu thủ của Tunisia chuẩn bị cho World Cup 2018 tại Nga.

## Thống kê sự nghiệp

### Câu lạc bộ
Tính đến ngày 1 tháng 7 năm 2021
| Đội                    | Mùa giải               | Giải đấu                 | Giải đấu | Giải đấu | Cúp Quốc gia | Cúp Quốc gia | Giải đấu Cúp | Giải đấu Cúp | Châu lục | Châu lục | Khác | Khác | Tổng cộng | Tổng cộng |
| Đội                    | Mùa giải               | Hạng đấu                 | Trận     | Bàn      | Trận         | Bàn          | Trận         | Bàn          | Trận     | Bàn      | Trận | Bàn  | Trận      | Bàn       |
| ---------------------- | ---------------------- | ------------------------ | -------- | -------- | ------------ | ------------ | ------------ | ------------ | -------- | -------- | ---- | ---- | --------- | --------- |
| Chamois Niortais       | 2016–17                | Ligue 2                  | 30       | 2        | 5            | 0            | 0            | 0            | –        | –        | –    | –    | 35        | 2         |
| Gent                   | 2017–18                | Belgian First Division A | 24       | 2        | 3            | 0            | –            | –            | 0        | 0        | 10   | 0    | 37        | 2         |
| Gent                   | 2018–19                | Belgian First Division A | 19       | 7        | 5            | 1            | –            | –            | 0        | 0        | 9    | 0    | 33        | 8         |
| Gent                   | 2019–20                | Belgian First Division A | 5        | 0        | 1            | 0            | –            | –            | 1        | 0        | 0    | 0    | 7         | 0         |
| Gent                   | Tổng cộng              | Tổng cộng                | 48       | 9        | 9            | 1            | 0            | 0            | 1        | 0        | 19   | 0    | 77        | 10        |
| Metz                   | 2019–20                | Ligue 1                  | 9        | 0        | 1            | 0            | 0            | 0            | 0        | 0        | –    | –    | 10        | 0         |
| Metz                   | 2020–21                | Ligue 1                  | 38       | 2        | 1            | 0            | 0            | 0            | 0        | 0        | –    | –    | 39        | 2         |
| Metz                   | Tổng cộng              | Tổng cộng                | 47       | 2        | 2            | 0            | 0            | 0            | 0        | 0        | 0    | 0    | 49        | 2         |
| Tổng cộng cả sự nghiệp | Tổng cộng cả sự nghiệp | Tổng cộng cả sự nghiệp   | 125      | 13       | 16           | 1            | 0            | 0            | 1        | 0        | 19   | 0    | 161       | 14        |

### Quốc tế

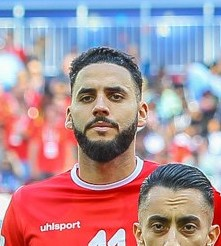
Bronn ra sân với Tunisia ở Giải vô địch bóng đá thế giới 2018

Tính đến 30 tháng 11 năm 2022
| Đội tuyển | Năm       | Trận | Bàn thắng |
| --------- | --------- | ---- | --------- |
| Tunisia   | 2017      | 1    | 0         |
| Tunisia   | 2018      | 9    | 1         |
| Tunisia   | 2019      | 10   | 0         |
| Tunisia   | 2020      | 4    | 0         |
| Tunisia   | 2021      | 9    | 1         |
| Tunisia   | 2022      | 5    | 0         |
| Tổng cộng | Tổng cộng | 38   | 2         |

Tỷ số và kết quả liệt kê bàn thắng đầu tiên của Tunisia, cột điểm cho biết điểm số sau mỗi bàn thắng của Bronn.
| Thứ tự | Thời gian           | Địa điểm                                 | Đối thủ         | Ghi bàn | Kết quả | Giải đấu                      |
| ------ | ------------------- | ---------------------------------------- | --------------- | ------- | ------- | ----------------------------- |
| 1      | 23 tháng 6 năm 2018 | Otkritie Arena, Moscow, Nga              | Bỉ              | 1–2     | 2–5     | FIFA World Cup 2018           |
| 2      | 3 tháng 9 năm 2021  | Stade Olympique de Radès, Radès, Tunisia | Guinea Xích Đạo | 1–0     | 3–0     | Vòng loại FIFA World Cup 2022 |

## Thành tích
Tunisia
- Cúp bóng đá châu Phi: Hạng tư: 2019[13]